# ハーバート・ガッサー
ハーバート・ガッサー（Herbert Spencer Gasser、1888年7月5日 - 1963年5月11日）はアメリカ人の生理学者、医師。神経線維中の活動電位の研究で、ジョセフ・アーランガーとともに1944年度のノーベル生理学・医学賞を受賞した。

## 人物
ウィスコンシン州プラットヴィルで生まれ、ジョンズ・ホプキンス大学で医学博士号を取得した。ロックフェラー医学研究所の生理学部門の教授を務めた。1954年にはジョージ・M・コーバー・メダルを受賞した。